# Autorretrato con gorra

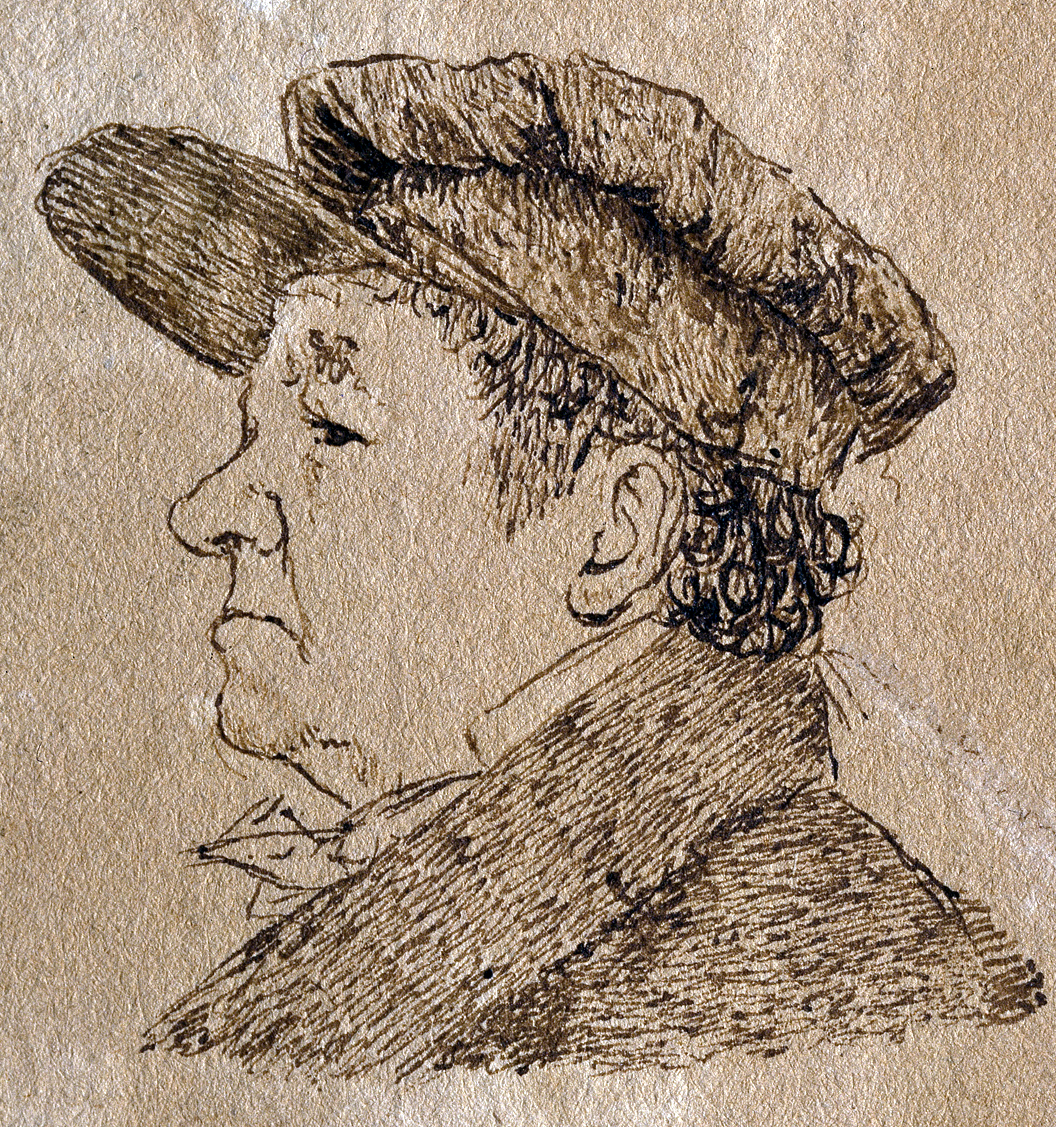
Autorretrato con gorra, de 1824 (Museo del Prado)

Autorretrato con gorra, de 1824, es el último autorretrato conocido de Francisco de Goya Se trata de un dibujo pequeño, de 84 mm x 69 mm, realizado a pluma con tinta parda. Fue adquirido por el Museo del Prado en 1944.
Se piensa que Goya regaló este autorretrato a Joaquín María Ferrer y a su mujer Manuela Álvarez-Torres, que tuvieron que exiliarse en 1823 por el giro absolutista de Fernando VII.
Goya les retrató a los dos durante su visita a París en el verano de 1824, antes de instalarse en Burdeos, habiendo obtenido el permiso del rey para abandonar Burdeos para «tomar de las aguas de Plombières».